# Daniela Trică
Daniela Trică (née le 21 juin 2004 à Bârlad) est une gymnaste artistique roumaine.

## Carrière
Daniela Trică remporte la médaille d'argent au concours par équipes aux Championnats d'Europe de gymnastique artistique féminine 2020 à Mersin.